# فرانسيس كاربنتر
فرانسيس كاربنتر (بالإنجليزية: Frances Carpenter)‏ هي كاتبة للأطفال ومصورة وكاتِبة أمريكية، ولدت في 30 أبريل 1890 في واشنطن العاصمة في الولايات المتحدة، وتوفيت في 2 نوفمبر 1972.